# Miren Larrion
Miren Larrion Ruiz de Gauna (Legazpia, Guipúzcoa, 28 de febrero de 1969) es una ingeniera, profesora universitaria y política española de EH Bildu, concejala del Ayuntamiento de Vitoria desde 2015 y diputada del Parlamento Vasco desde 2016.
En febrero de 2021 dimitió de sus cargos públicos por vulnerar el código ético de EH Bildu, debido a un caso de presunta suplantación de identidad investigado por la Ertzaintza.

## Biografía
Miren Larrion nació en Legazpia pero desde los siete años vive en Vitoria. Formó parte de la directiva de la cooperativa de la Ikastola Armentia, lugar donde estudiaban sus dos hijos, y de 2011 a 2015, y fue presidenta de la cooperativa. Colaboradora del grupo de sostenibilidad de Eusko Ikaskuntza. Miembro de la plataforma "Gasteizko Gure Hezkuntza" relacionada con temas educativos; y, en su nombre, miembro del punto de encuentro de plataformas educativas de Euskal Herria. Es contraria al fracking (extracción de gas subterráneo por fracturación hidráulica) y defensora del Estado Palestino. Implicada en la actividad cultural vasca, perteneció al grupo de dantzas Indarra y ha participado en el colectivo de trabajo que ha impulsado el Gasteiz Antzokia.

## Trayectoria profesional
Larrion es licenciada en Ingeniería Industrial (1993) por la Escuela Técnica Superior de Ingeniería de Bilbao de la Universidad del País Vasco (UPV/EHU) con la especialización en refino de petróleo obtenido en la École nationale supérieure du pétrole et des moteurs (ENSPM), Francia (1993). Máster en Auditorías Medioambientales (1995) y doctora en ingeniería industrial (2002) del Programa de Ingeniería Ambiental UPV/EHU. Es profesora agregada en la UPV/EHU y ha participado en numerosas investigaciones. Habla cuatro idiomas (euskera, castellano, inglés y francés). Es miembro de Universidad Vasca de Verano. Forma parte, es tutora y profesora de la Comisión Académica del Posgrado sobre Tratamiento y Gestión de Residuos. Fue secretaria académica del departamento de Ingeniería Ambiental e Ingeniería Química de la UPV/EHU durante 12 años. Miembro de la Junta de la Escuela Técnica Superior de Ingeniería de Bilbao. Claustral de la UPV/EHU por la candidatura del sector crítico de la izquierda abertzale. Miembro de la Comisión del Estatuto del Claustro. Miembro del Comité de Empresa de la UPV/EHU, por la candidatura de LAB.

## Trayectoria política
Miren Larrion ocupó el décimo puesto en la lista de Euskal Herria Bildu (EH Bildu) por Álava en las elecciones autonómicas de 2012. Pasó de ser portavoz de la coalición a ser cabeza de lista en las elecciones municipales de 2015 siendo su partido el segundo más votado y clave para lograr un acuerdo para desalojar a Javier Maroto de la Alcaldía de Vitoria. Tras resultar elegida concejala en 2015 en el Ayuntamiento de Vitoria y portavoz del grupo municipal EH Bildu, en las elecciones al Parlamento Vasco de 2016 fue cabeza de lista por Álava resultando elegida parlamentaria en representación de EH Bildu en el Parlamento Vasco. En las elecciones municipales de 2019 fue candidata a la alcaldía del consistorio vitoriano por el grupo EH Bildu.
El 22 de febrero de 2021 dimitió de todos cargos públicos por vulnerar el código ético de EH Bildu, debido a un caso de presunta suplantación de identidad investigado por la Ertzaintza, por el que en 2022 fue condenada a tres años de cárcel que, debido a diversas atenuantes, fueron conmutados por 250 días trabajos en beneficio de la comunidad.